# Racó de Carlos
El Racó de Carlos és un paratge del terme municipal de Conca de Dalt, a l'antic terme de Toralla i Serradell, al Pallars Jussà, en territori del poble de Serradell.
Aquest paratge està constituït per la capçalera de la llau del Cornàs, a la vall alta de Serradell, al vessant meridional de la Serra de l'Estall. És un cap de vall emmarcat, a més de la Serra de l'Estall, pel Cornàs a llevant i el Serrat de Ladres a ponent. Davallen del Racó de Carlos tot de llaus i barrancs que s'apleguen en la llau del Cornàs, que més avall i al sud-est forma el riu de Serradell. L'Obaga del Mu és al davant i a migdia del Racó de Carlos.